# Drosophila brevissima
Drosophila brevissima este o specie de muște din genul Drosophila, familia Drosophilidae, descrisă de Hardy în anul 1965. Conform Catalogue of Life specia Drosophila brevissima nu are subspecii cunoscute.